# Trinita voit rouge
Pour plus de détails, voir Fiche technique et Distribution.
Trinita voit rouge (La collera del vento) est un western spaghetti de Mario Camus sorti en  1970.

## Synopsis
Un homme nommé Marco, forme avec son frère Jacobo un duo de mercenaires récemment embauchés pour protéger des propriétaires terriens face à la révolte paysanne qui gronde.

## Fiche technique
- Titre original italien : La collera del vento
- Titre français : Trinita voit rouge ou La Colère du Vent
- Titre espagnol : La colera del viento ou Viva la revolucion!
- Réalisation : Mario Camus
- Scénario : Mario Camus et Mario Cecchi Gori
- Décors : Giantito Burchiellaro
- Costumes : Peris Hermanos
- Photographie : Roberto Gerardi
- Montage : José Luis Matesanz
- Musique : Augusto Martelli
- Production :
  - Mario Cecchi Gori (producteur)
  - Marciano De La Fuente (producteur)
- Société(s) de production : Cesáreo González Producciones Cinematográficas, Fair Film
- Pays d'origine :  Italie,  Espagne
- Langue : espagnol
- Société(s) de distribution :
  -  Espagne : Excisa S.A.
  -  Allemagne de l'Ouest : Jugendfilm-Verleih
- Dates de sortie :
  -  Allemagne de l'Ouest : 20 octobre 1972
  -  Espagne : 23 mars 1971
  -  France : 18 octobre 1972
  -  Italie : 4 décembre 1970
- Genre : Western spaghetti
- Durée : 105 minutes

## Distribution
- Terence Hill (VF : Gérard Dessalles) : Marco
- Mario Pardo (VF : Pierre Guillermo) : Jacobo
- Carlo Alberto Cortina (VF : Claude Joseph) : Agitador
- Máximo Valverde (VF : Richard Leblond) : Ramón
- Ángel Lombarte (VF : Jean Violette) : José
- William Layton (VF : ?) : Don Lucas
- Fernando Rey (VF : Jean-Henri Chambois) : Don Antonio
- Maria Grazia Buccella (VF : ?) : Soledad
- Jose Manuel Martin (VF : Claude Joseph) : Garcia

## Autour du film
En France, le film s'intitulait initialement La Colère du vent. Il a été rebaptisé Trinita voit rouge à la suite de l'énorme succès des Trinita, en 1971 / 72. De plus, le personnage de Terence Hill mourait à la fin du film. Ne pouvant imposer cette fin dramatique à la nouvelle image comique de l'acteur, cette fin fut coupée.